# Vimperator
 (mars 2010).
Si vous disposez d'ouvrages ou d'articles de référence ou si vous connaissez des sites web de qualité traitant du thème abordé ici, merci de compléter l'article en donnant les références utiles à sa vérifiabilité et en les liant à la section « Notes et références ».
Vimperator est un module pour les navigateurs web Firefox ou Iceweasel. Créé début 2007 par Martin Stubenschrott, il permet d'utiliser le navigateur à l'aide de commandes similaires à celles de l'éditeur de texte Vim. En mars 2010, on estime[Qui ?] qu'il est utilisé par des dizaines de milliers de personnes dans le monde.

## Principe d'utilisation
Vimperator est conçu pour permettre l'utilisation du navigateur sans recours à la souris.  Tout comme l'éditeur Vim dont il s'inspire en reprenant la plupart des commandes, Vimperator fonctionne de façon modale :  les déplacements s'effectuent à l'aide des touches h, j, k, l, et le saut vers des hyperliens s'effectue dans un mode particulier, le hint mode, auquel on accède avec les touches f, F, ou y.
Il possède aussi un mode commande très similaire à celui de Vim, et auquel on accède de la même façon, avec la touche :